# Sven Ohlsson
Sven Adam Albert „Generalen” Ohlsson (ur. 14 lutego 1888 w Örebro, zm. 27 grudnia 1947 tamże) – szwedzki piłkarz, reprezentant kraju grający na pozycji pomocnika.

## Kariera klubowa
Podczas swojej kariery piłkarskiej Sven Ohlsson występował w stołecznym klubie Mariebergs IK.

## Kariera reprezentacyjna
W reprezentacji Szwecji Ohlsson zadebiutował 20 października 1908 w przegranym 1-12 meczu z amatorską reprezentacją Wielkiej Brytanii podczas Igrzysk Olimpijskich w Londynie. Drugi i ostatni raz w reprezentacji wystąpił 26 października 1908 w przegranym 1-2 towarzyskim spotkaniu z Belgią.
| Mecze i gole w reprezentacji | Mecze i gole w reprezentacji | Mecze i gole w reprezentacji | Mecze i gole w reprezentacji | Mecze i gole w reprezentacji | Mecze i gole w reprezentacji | Mecze i gole w reprezentacji |
| #                            | Data                         | Miasto                       | Przeciwnik                   | Gol                          | Wynik                        |                              |
| ---------------------------- | ---------------------------- | ---------------------------- | ---------------------------- | ---------------------------- | ---------------------------- | ---------------------------- |
| 1.                           | 20.10.1908                   | Londyn                       | Wielka Brytania am.          |                              | 1:12                         | Igrzyska Olimpijskie         |
| 2.                           | 26.10.1908                   | Bruksela                     | Belgia                       |                              | 1:2                          | towarzyski                   |